# Provincia de Kymmenegård

Provincia de Kymmenegård (número 4) en Finlandia.

Kymmenegård (en sueco: Kymmenegårds län, en finés: Kymenkartanon lääni) fue una provincia en Suecia desde 1775 hasta 1809 y del Gran Ducado de Finlandia desde 1809 hasta 1831.
La provincia fue creado en 1775 dividiendo el provincia de Savonia y Kymmenegård en dos partes: Savonia y Carelia y Kymmenegård. La ciudad de residencia era Heinola.
Por el tratado de Fredrikshamn en 1809, Suecia cedió todos sus territorios en Finlandia al este del río Torne a Rusia. La provincia de Kymmenegård fue sucedido en 1831 por la provincia de Mikkeli en el Gran Ducado de Finlandia. Partes menores de la provincia se fusionaron con la provincia de Uusimaa.

## Gobernadores
- Gustaf Riddercreutz (1774-1783)
- Robert Wilhelm de Geer af Tervik (1783-1789)
- Otto Wilhelm Ramsay (1789-1792)
- Herman af Låstbom (1793)
- Otto Wilhelm Ramsay (1793)
- Johan Herman Lode (1793-1810)
- Fredrik Adolf Jägerhorn af Spurila (1810-1812)
- Anders Gustaf Langenskiöld (1812-1827)
- Adolf Broberg (1827-1828)
- Erik Wallenius (1828)
- Abraham Joakim Molander (1828-1831)

- Datos: Q3272186